# Superliga A 2022-2023 (pallavolo maschile)
La Superliga A 2022-2023, 9ª edizione della massima serie del campionato kosovaro di pallavolo maschile, si è svolta dal 2 ottobre 2022 al 13 maggio 2023: al torneo hanno partecipato sei squadre di club kosovare e la vittoria finale è andata per la quinta volta, la terza consecutiva, al Pejë.

## Regolamento

### Formula
La formula ha previsto:
- Regular season, disputata in due fasi, autunnale e primaverile, entrambe con girone all'italiana, con gare di andata e ritorno, per un totale di venti giornate: le prime quattro classificate hanno acceduto ai play-off scudetto, la quinta classificata ha acceduto allo spareggio promozione-retrocessione, mentre l'ultima classificata è retrocessa in Superliga B;
- Play-off scudetto, disputati con:
  - Semifinali, giocate al meglio di due vittorie su tre gare;
  - Finale, giocata al meglio di tre vittorie su cinque gare.
- Spareggio retrocession-retrocessione, in gara singola tra l'ultima classificata della regular season e la prima classificata della  Superliga B: la vincente ha ottenuto o mantenuto il diritto di partecipazione alla Superliga A per la stagione successiva.

### Criteri di classifica
Se il risultato finale è stato di 3-0 o 3-1 sono stati assegnati 3 punti alla squadra vincente e 0 a quella sconfitta, se il risultato finale è stato di 3-2 sono stati assegnati 2 punti alla squadra vincente e 1 a quella sconfitta.
L'ordine del posizionamento in classifica è stato definito in base a:
- Punti;
- Numero di partite vinte;
- Ratio dei set vinti/persi;
- Ratio dei punti realizzati/subiti;
- Risultati degli scontri diretti.

## Squadre partecipanti
| Club                | Stagione | Città    | Impianto                             | Stagione precedente |
| ------------------- | -------- | -------- | ------------------------------------ | ------------------- |
| Drita               | dettagli | Gjilan   | Palestra e Sporteve Bashkim Selishta | 4ª in Superliga     |
| Ferizaj             | dettagli | Ferizaj  | Palestra Bill Clinton                | 3ª in Superliga     |
| Luboteni            | dettagli | Ferizaj  | Palestra Bill Clinton                | 2ª in Superliga     |
| Pejë                | dettagli | Peć      | Palestra e Sporteve Karagaç          | Campione del Kosovo |
| Skënderbeu Kraishtë | dettagli | Lipjan   | Palestra e Sporteve Better Life      | 6ª in Superliga     |
| Theranda            | dettagli | Suhareka | Palestra e Sporteve                  | 5ª in Superliga     |

## Torneo

### Regular season

#### Risultati

##### Stagione autunnale
| Prima giornata |                               |     |                                   |
|                |                               |     |                                   |
| 02-10          | Drita - Theranda              | 2-3 | 18-25, 25-20, 25-19, 22-25, 13-15 |
| 02-10          | Skënderbeu Kraishtë - Ferizaj | 3-2 | 25-11, 23-25, 25-11, 23-25, 15-8  |
| 02-10          | Luboteni - Pejë               | 0-3 | 22-25, 18-25, 16-25               |

| Seconda giornata |                             |     |                            |
|                  |                             |     |                            |
| 08-10            | Theranda - Pejë             | 1-3 | 25-16, 19-25, 16-25, 9-25  |
| 03-11            | Ferizaj - Luboteni          | 3-1 | 25-22, 25-15, 23-25, 25-22 |
| 09-10            | Drita - Skënderbeu Kraishtë | 3-0 | 25-23, 25-16, 25-19        |

| Terza giornata |                                |     |                                   |
|                |                                |     |                                   |
| 16-10          | Skënderbeu Kraishtë - Theranda | 3-2 | 24-26, 31-29, 22-25, 25-23, 15-11 |
| 16-10          | Luboteni - Drita               | 0-3 | 23-25, 18-25, 21-25               |
| 15-10          | Pejë - Ferizaj                 | 3-0 | 25-20, 25-22, 25-22               |

| Quarta giornata |                                |     |                                   |
|                 |                                |     |                                   |
| 22-10           | Theranda - Ferizaj             | 3-2 | 25-23, 25-23, 27-29, 17-25, 15-10 |
| 22-10           | Drita - Pejë                   | 3-2 | 26-24, 23-25, 19-25, 25-22, 15-12 |
| 23-10           | Skënderbeu Kraishtë - Luboteni | 3-1 | 26-24, 28-26, 18-25, 25-23        |

| Quinta giornata |                            |     |                                   |
|                 |                            |     |                                   |
| 27-10           | Luboteni - Theranda        | 3-1 | 25-16, 22-25, 25-20, 25-12        |
| 27-10           | Pejë - Skënderbeu Kraishtë | 1-3 | 25-20, 21-25, 27-29, 23-25        |
| 26-10           | Ferizaj - Drita            | 3-2 | 25-15, 20-25, 15-25, 25-16, 15-12 |

| Sesta giornata |                               |     |                                   |
|                |                               |     |                                   |
| 29-10          | Theranda - Drita              | 0-3 | 23-25, 22-25, 22-25               |
| 29-10          | Pejë - Luboteni               | 3-0 | 25-22, 25-20, 25-20               |
| 30-10          | Ferizaj - Skënderbeu Kraishtë | 3-2 | 25-21, 20-25, 20-25, 27-25, 15-13 |

| Settima giornata |                             |     |                            |
|                  |                             |     |                            |
| 05-11            | Pejë - Theranda             | 3-1 | 22-25, 25-22, 25-23, 25-23 |
| 06-11            | Skënderbeu Kraishtë - Drita | 3-0 | 26-24, 25-21, 26-24        |
| 05-11            | Luboteni - Ferizaj          | 0-3 | 23-25, 18-25, 15-25        |

| Ottava giornata |                                |     |                            |
|                 |                                |     |                            |
| 12-11           | Theranda - Skënderbeu Kraishtë | 1-3 | 19-25, 19-25, 25-18, 20-25 |
| 13-11           | Ferizaj - Pejë                 | 3-0 | 25-21, 25-20, 25-19        |
| 13-11           | Drita - Luboteni               | 3-0 | 25-23, 25-18, 25-15        |

| Nona giornata |                                |     |                            |
|               |                                |     |                            |
| 19-11         | Ferizaj - Theranda             | 3-0 | 25-15, 25-20, 25-16        |
| 20-11         | Luboteni - Skënderbeu Kraishtë | 3-1 | 25-18, 23-25, 30-28, 25-17 |
| 19-11         | Pejë - Drita                   | 0-3 | 16-25, 23-25, 22-25        |

| Decima giornata |                            |     |                                   |
|                 |                            |     |                                   |
| 23-11           | Theranda - Luboteni        | 3-2 | 23-25, 25-23, 21-25, 25-22, 15-10 |
| 24-11           | Skënderbeu Kraishtë - Pejë | 3-2 | 25-15, 21-25, 23-25, 25-20, 15-9  |
| 27-11           | Drita - Ferizaj            | 3-1 | 27-25, 18-25, 25-22, 28-26        |

##### Stagione primaverile
| Undicesima giornata |                               |     |                     |
|                     |                               |     |                     |
| 04-02               | Drita - Theranda              | 3-0 | 25-20, 25-21, 25-22 |
| 04-02               | Skënderbeu Kraishtë - Ferizaj | 3-0 | 26-24, 25-18, 25-19 |
| 04-02               | Luboteni - Pejë               | 0-3 | 0-25, 0-25, 0-25    |

| Dodicesima giornata |                             |     |                            |
|                     |                             |     |                            |
| 11-02               | Theranda - Pejë             | 3-1 | 25-22, 21-25, 25-23, 25-20 |
| 12-02               | Ferizaj - Luboteni          | 0-3 | 22-25, 27-29, 24-26        |
| 11-02               | Drita - Skënderbeu Kraishtë | 0-3 | 20-25, 21-25, 27-29        |

| Tredicesima giornata |                                |     |                                   |
|                      |                                |     |                                   |
| 26-02                | Skënderbeu Kraishtë - Theranda | 3-2 | 20-25, 25-19, 24-26, 25-14, 15-7  |
| 23-02                | Pejë - Ferizaj                 | 3-2 | 24-26, 28-26, 28-30, 25-18, 16-14 |
| 26-02                | Luboteni - Drita               | 0-3 | 0-25, 0-25, 0-25                  |

| Quattordicesima giornata |                                |     |                     |
|                          |                                |     |                     |
| 04-03                    | Drita - Pejë                   | 3-0 | 25-21, 30-28, 25-21 |
| 05-03                    | Skënderbeu Kraishtë - Luboteni | 3-0 | 25-0, 25-0, 25-0    |
| 04-03                    | Theranda - Ferizaj             | 0-3 | 23-25, 18-25, 18-25 |

| Quindicesima giornata |                            |     |                            |
|                       |                            |     |                            |
| 11-03                 | Luboteni - Theranda        | 0-3 | 23-25, 11-25, 16-25        |
| 12-03                 | Pejë - Skënderbeu Kraishtë | 3-1 | 25-18, 18-25, 25-18, 25-23 |
| 11-03                 | Ferizaj - Drita            | 3-1 | 20-25, 25-21, 26-24, 30-28 |

| Sedicesima giornata |                               |     |                            |
|                     |                               |     |                            |
| 19-03               | Theranda - Drita              | 0-3 | 20-25, 22-25, 21-25        |
| 18-03               | Ferizaj - Skënderbeu Kraishtë | 3-1 | 28-26, 25-22, 28-30, 25-16 |
| 19-03               | Pejë - Luboteni               | 3-1 | 25-20, 16-25, 25-20, 25-14 |

| Diciassettesima giornata |                             |     |                            |
|                          |                             |     |                            |
| 25-03                    | Pejë - Theranda             | 3-1 | 26-24, 19-25, 25-19, 25-20 |
| 26-03                    | Luboteni - Ferizaj          | 0-3 | 14-25, 17-25, 14-25        |
| 25-03                    | Skënderbeu Kraishtë - Drita | 1-3 | 21-25, 23-25, 36-34, 31-33 |

| Diciottesima giornata |                                |     |                            |
|                       |                                |     |                            |
| 01-04                 | Theranda - Skënderbeu Kraishtë | 3-1 | 25-22, 23-25, 25-17, 25-23 |
| 02-04                 | Ferizaj - Pejë                 | 3-1 | 25-22, 25-21, 21-25, 25-20 |
| 02-04                 | Drita - Luboteni               | 3-0 | 25-20, 25-19, 25-22        |

| Diciannovesima giornata |                                |     |                            |
|                         |                                |     |                            |
| 05-04                   | Pejë - Drita                   | 1-3 | 22-25, 25-23, 20-25, 31-33 |
| 06-04                   | Luboteni - Skënderbeu Kraishtë | 0-3 | 18-25, 23-25, 21-25        |
| 05-04                   | Ferizaj - Theranda             | 3-1 | 25-19, 25-17, 20-25, 25-20 |

| Ventesima giornata |                            |     |                            |
|                    |                            |     |                            |
| 08-04              | Theranda - Luboteni        | 3-1 | 23-25, 25-13, 25-18, 25-22 |
| 08-04              | Skënderbeu Kraishtë - Pejë | 3-1 | 22-25, 25-19, 25-19, 25-18 |
| 08-04              | Drita - Ferizaj            | 3-1 | 21-25, 25-18, 25-17, 25-13 |

#### Classifica
| Pos. | Squadra             | Pt | G  | V  | P  | SV | SP | Ratio | PF    | PS    | Ratio |
| ---- | ------------------- | -- | -- | -- | -- | -- | -- | ----- | ----- | ----- | ----- |
| 1.   | Drita               | 46 | 20 | 15 | 5  | 50 | 21 | 2,381 | 1 711 | 1 510 | 1,133 |
| 2.   | Ferizaj             | 37 | 20 | 12 | 8  | 44 | 33 | 1,333 | 1 751 | 1 684 | 1,040 |
| 3.   | Skënderbeu Kraishtë | 36 | 20 | 13 | 7  | 46 | 33 | 1,394 | 1 845 | 1 696 | 1,088 |
| 4.   | Pejë                | 31 | 20 | 10 | 10 | 39 | 37 | 1,054 | 1 734 | 1 650 | 1,051 |
| 5.   | Theranda            | 20 | 20 | 7  | 13 | 31 | 48 | 0,646 | 1 684 | 1 792 | 0,940 |
| 6.   | Luboteni            | 10 | 20 | 3  | 17 | 15 | 53 | 0,283 | 1 234 | 1 627 | 0,758 |

      Qualificata ai play-off scudetto.
      Qualificata allo spareggio promozione-retrocessione.
      Retrocessa in Superliga B.

### Play-off

#### Tabellone
|  | Semifinali | Semifinali          | Semifinali | Semifinali | Semifinali |   |   | Finale | Finale | Finale | Finale | Finale | Finale | Finale |  |
|  |            |                     |            |            |            |   |   |        |        |        |        |        |        |        |  |
|  | 1          | Drita               | 3          | 0          | 0          |   |   |        |        |        |        |        |        |        |  |
|  | 1          | Drita               | 3          | 0          | 0          |   |   |        |        |        |        |        |        |        |  |
|  | 4          | Pejë                | 1          | 3          | 3          |   |   |        |        |        |        |        |        |        |  |
|  | 4          | Pejë                | 1          | 3          | 3          |   | 4 | Pejë   | 3      | 2      | 2      | 3      | 3      |        |  |
|  |            |                     |            |            |            |   | 4 | Pejë   | 3      | 2      | 2      | 3      | 3      |        |  |
|  |            |                     | 2          | Ferizaj    | 1          | 3 | 3 | 1      | 1      |        |        |        |        |        |  |
|  | 2          | Ferizaj             | 2          | Ferizaj    | 1          | 3 | 3 | 1      | 1      | 3      | 3      |        |        |        |  |
|  | 2          | Ferizaj             |            |            |            |   |   |        |        |        |        |        |        |        |  |
|  | 3          | Skënderbeu Kraishtë | 0          | 0          |            |   |   |        |        |        |        |        |        |        |  |

#### Risultati

##### Semifinali
| Gara 1 |                               |     |                            |
|        |                               |     |                            |
| 16-04  | Drita - Pejë                  | 3-1 | 25-19, 25-17, 23-25, 25-21 |
| 16-04  | Ferizaj - Skënderbeu Kraishtë | 3-0 | 25-23, 25-19, 25-23        |

| Gara 2 |                               |     |                     |
|        |                               |     |                     |
| 23-04  | Pejë - Drita                  | 3-0 | 25-20, 25-23, 25-23 |
| 23-04  | Skënderbeu Kraishtë - Ferizaj | 0-3 | 20-25, 19-25, 22-25 |

| Gara 3 |              |     |                     |
|        |              |     |                     |
| 27-04  | Drita - Pejë | 0-3 | 21-25, 22-25, 16-25 |

##### Finale
| Gara 1 |                |     |                            |
|        |                |     |                            |
| 30-04  | Ferizaj - Pejë | 1-3 | 23-25, 25-22, 21-25, 23-25 |

| Gara 2 |                |     |                                   |
|        |                |     |                                   |
| 04-05  | Pejë - Ferizaj | 2-3 | 25-22, 25-17, 21-25, 21-25, 13-15 |

| Gara 3 |                |     |                                   |
|        |                |     |                                   |
| 07-05  | Ferizaj - Pejë | 3-2 | 25-19, 22-25, 18-25, 25-22, 15-13 |

| Gara 4 |                |     |                            |
|        |                |     |                            |
| 11-05  | Pejë - Ferizaj | 3-1 | 25-23, 22-25, 25-15, 25-23 |

| Gara 5 |                |     |                            |
|        |                |     |                            |
| 13-05  | Ferizaj - Pejë | 1-3 | 23-25, 20-25, 25-21, 17-25 |

### Spareggio promozione-retrocessione
| Gara 1 |                      |     |                     |
|        |                      |     |                     |
| 16-04  | Prishtina - Theranda | 0-3 | 17-25, 10-25, 17-25 |

## Classifica finale
| Pos               | Squadra             | Qualificazione        |
| ----------------- | ------------------- | --------------------- |
| Kosovo (bandiera) | Pejë                | BVA Cup 2023          |
| 2                 | Ferizaj             |                       |
| 3                 | Drita               |                       |
| 4                 | Skënderbeu Kraishtë |                       |
| 5                 | Theranda            |                       |
| 6                 | Luboteni            | Superliga B 2023-2024 |